# 北島忠治

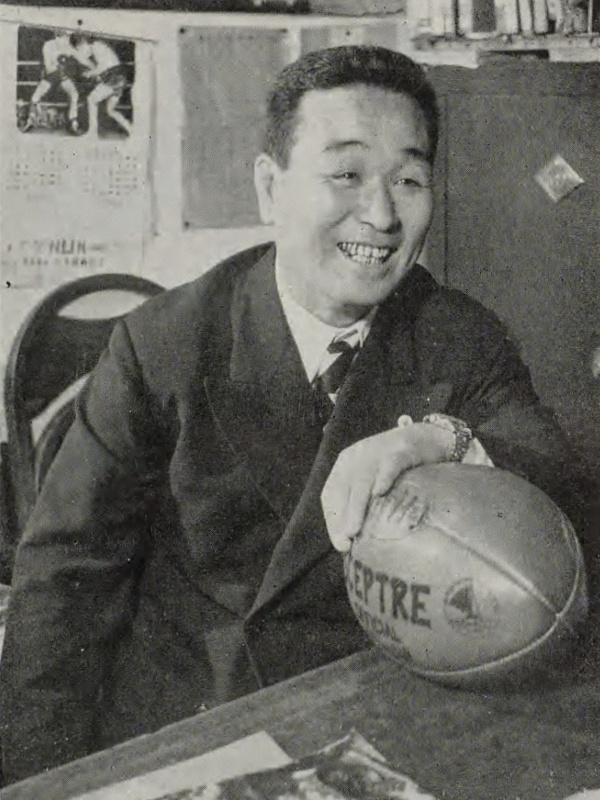
北島忠治（1954年）

北島 忠治（きたじま ちゅうじ、1901年2月23日 - 1996年5月28日）は、日本のラグビー監督。通称忠さん、北島御大、北島先生。
新潟県東頸城郡安塚村（現在の上越市安塚区安塚町）出身。1929年から死去するまで67年にわたり明治大学ラグビー部監督を務めた。彼の作り上げた明大ラグビー部十訓のもと 「前へ」 と言い続けた彼の言葉は明治の代名詞になった。

## 来歴・人物

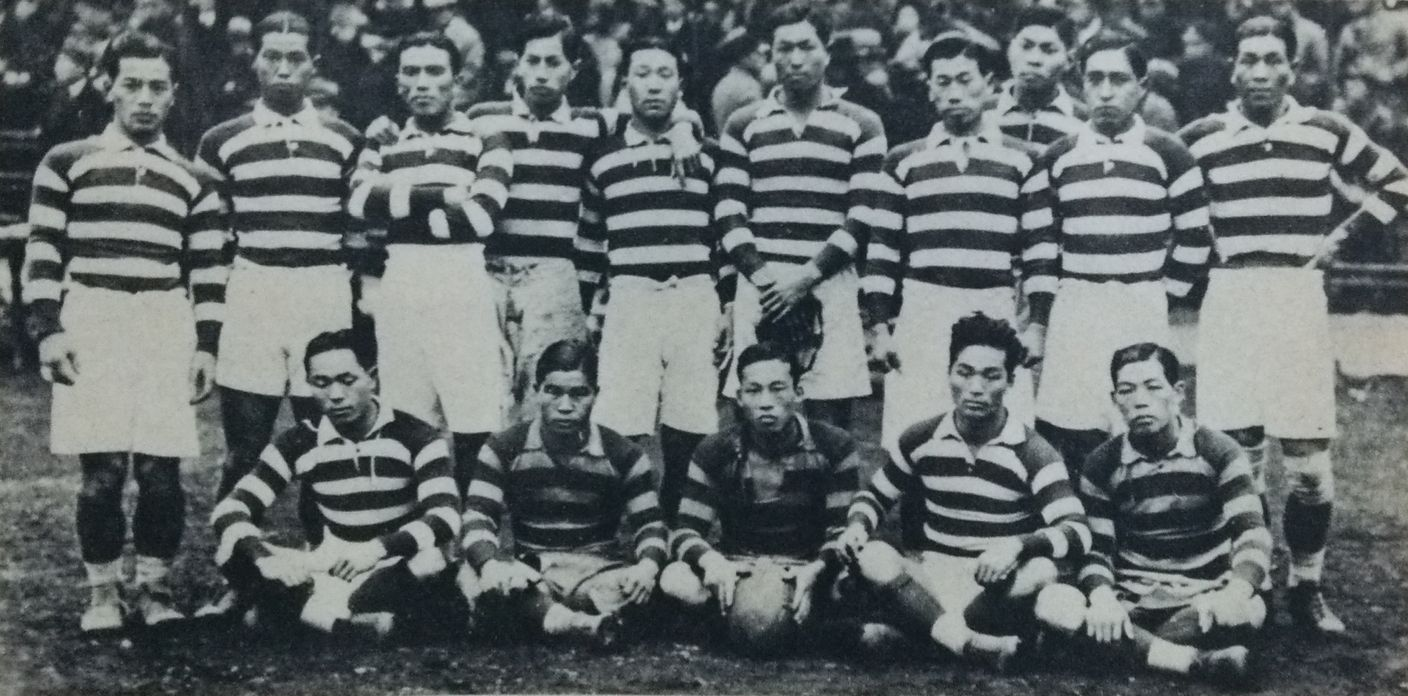
明治大学ラグビー部（1928年、前列右から2人目が北島忠治）

喧嘩っ早く数校の学校を経て有恒学舎中を卒業、神楽坂の伯母を頼り上京。
喧嘩癖はなおらず、一時は「坂の忠治」との異名をとった。1921年旧制明治大学専門部政治経済科に入学。
元は相撲部出身で、神楽坂の筑土八幡神社でよく練習をしていた。ラグビーの経験はそれまでなく、大学2年生の時にメンバーが足りないとの理由で助っ人を頼まれたことがきっかけで、相撲部からラグビー部に転部。1926年に卒業し、まもなく明大専門部法科に再入学。1926年 - 1928年まで明大のスクラムセンター（今のフッカー）として活躍。1928年12月8日に明治神宮外苑競技場で行われた伝統の明早戦には主将として出場している。
1929年、明大卒業と同時に監督就任。早大ラグビー部を率いた大西鐡之祐とは全く対照的なラグビー理論を掲げていたため比較され続けられた。
戦時中1943年秋、最後の7大学リーグ戦となった慶立戦（慶応義塾対立教）ではレフリーを務め、明治大学だけでなく、戦中・戦後の大学ラグビー全体に尽力した。
1944年7月に大船の富士飛行機に体育課長として迎えられたが3ヶ月で退職、故郷の新潟へ戻った。戦後すぐに上京、復員してくる部員たちが食糧に困らないように自らグラウンド周辺に作物を植え、翌1945年9月には4500kgものサツマイモを収穫した。
1946年1月1日に行われた第19回慶京定期戦（慶応義塾対京都大学）では、レフリーを務めた。当時、北島は「京大は復興が早くてうらやましい」と語った。明治は復員学生の集まりが遅れていたが、まもなく北島は部員を集めて八幡山を開墾し自給自足による再建を始めた。
明治OB達は皆、口を揃えて「厳しくも温かい人柄」であったと伝えている。また監督が幅をきかせていた他の大学と違い、グラウンド上では大抵学生の判断に任せていたが、手抜きは許さなかった。また見つけた場合は即刻グラウンドから退場を命じた。北島がラグビーを通じて目指したものは人格陶冶、社会に恥じない人間を育てることであった。それを示す例として、ラグビー部寮が火災で焼失した際、「家は建てられるが部を再建することは困難である」と新宿の自宅を売って再建したという。
「重戦車・明治ラグビー」のために生き、没した生涯であった。30代前半で禁酒、しかし、1日100本の愛煙家の生涯でもあった。チームがトライを取るたび、また取られるたびにテレビ画面に映る北島は、泰然とたばこをふかす姿であった。それがまた彼の魅力を醸し出していた。また、北島の臨終の言葉は「明治、前へ…」であったことを、看取った北島の息子の妻が明かした。
1986年には吉川英治文化賞を、1991年には文部省からスポーツ功労者表彰を受ける。墓所は八王子市の常修寺。
監督在任中1300名の部員を育てた。1996年の早明戦では喪を意味する黒襟のジャージで選手は戦い接戦の末、早稲田ゴール前でスクラム認定トライで逆転勝ちをした。

## 練習方法
以下の言葉は大西一平著『戦闘集団の人間学』や他の明治出身の言葉を組み合わせたものである。
「最後まで諦めるな」「躊躇せず突進せよ」「勇猛果敢たれ」「全速力でプレーせよ」この4つの合言葉のもと、練習と言うより、激しい肉弾戦が明大・世田谷区八幡山グラウンドで繰り広げられた。
- 実戦形式を好んでいた。
- ポジションの別なく「1番誰々…」とランダムに指名し試合形式で練習を行った。
- タックルを何時間も行わせた。
- 抜き打ちで「絞り」と称し腹筋や腕立て伏せを延々2 - 3時間やらせた。

八幡山グラウンドやラグビー部寮に返事の仕方（下級生はレギュラーであっても、上級生の前ではハイとしか言えなかった）、ジャージの洗濯方法（紫紺のジャージを洗濯する際誰にも見られてはならない）、ソックスの履き方（1年は踝までたくし上げる）など「くだらない」までに上級生と下級生を区別するシステムを敷いた。これは北島が相撲部出身だったので、その上意下達システムを真似たものと思われがちだが、戦争帰りの学生たちが軍隊での上意下達システムを元に長い年月をかけ、様々なルールが自然とできていったものであるとされる。なおその厳しい寮生活のルールは主に1年生のものであり、とても書きつくせるものではないほどたくさんのルールがあったという。なお、この制度は現在は存在しない。